# Armeni (modeontwerpster)
Armeni, pseudoniem van Anna Tovmasjan (1972), is een Armeens modeontwerpster van Azerbeidzjaanse afkomst. Ze won tweemaal de eerste prijs tijdens het modeconcours Etno-Erato, in 2007 in Moskou en in 2009 in Sint-Petersburg. Ze woont en werkt sinds het eind van de jaren negentig in Nederland.

## Biografie
Na een middelbare kunstopleiding studeerde Tovmasjan begin jaren negentig aan het Instituut voor Kunst, Ethiek en Esthetiek. Op de vlucht voor het geweld in Azerbeidzjan kwam ze in 1998 naar Nederland. In 2006 studeerde ze hier cum laude af als modevormgever aan de Academie Artemis in Rotterdam.
In 2005 begon ze als modeontwerpster en styliste, geeft ze lezingen en presenteert ze zich op modeshows. Haar werk was te zien tijdens onder meer de Via Milano, de Fashion Fushionshow en een modetentoonstelling samen met vormgevers als Jan Jansen in het Koninklijk Paleis (alle drie in Amsterdam), tijdens de Wereldhavendagen en het Witte de Withfestival (beide in Rotterdam) en de Dutch Designweek (Eindhoven).
In 2007 behaalde ze de eerste prijs tijdens de Etno-Erato in Moskou, een Euraziatisch modeconcours voor nationale kostuums dat wordt georganiseerd door het Staatscomité, de Doema en verschillende Russische universiteiten en musea waaronder de Hermitage. In 2009 won ze deze prijs opnieuw toen de Etno-Erato in Sint-Petersburg werd georganiseerd, met haar collectie Blue Garden dat geïnspireerd is op Delfts blauw. Daarnaast won ze op het concours de Gouden Schaar.